# Jan Urban
Jan Urban (* 14. Mai 1962 in Jaworzno) ist ein polnischer Fußballtrainer und ehemaliger Fußballspieler. Er besitzt auch die spanische Staatsangehörigkeit. Seit dem 16. Juli 2025 betreut er die Polnische Fußballnationalmannschaft.

## Spielerkarriere

### Verein
Jan Urban begann seine Karriere als Stürmer in Polen und spielte dort für die Vereine Zagłębie Sosnowiec und Górnik Zabrze.
Im Jahr 1989 wechselte er in die spanische Primera División zu CA Osasuna und spielte später auch noch bei Real Valladolid und CD Toledo. Er gehört zu den wenigen polnischen Fußballspielern, die sich in Spanien etablieren konnten.
Seine aktive Fußballerkarriere ließ er dann beim VfB Oldenburg und bei Górnik Zabrze ausklingen.

### Nationalmannschaft
Jan Urban bestritt 57 A-Länderspiele für die polnische Fußballnationalmannschaft und nahm an der Weltmeisterschaft 1986 teil.

## Trainerkarriere
Jan Urban war jahrelang Jugend- und Co-Trainer beim spanischen Erstligaklub CA Osasuna. Am 3. Juni 2007 trat er sein erstes Engagement in der polnischen Ekstraklasa bei Legia Warschau an. Nachdem sein Vertrag dort im Frühjahr 2010 aufgelöst worden war, übernahm er am 29. Oktober 2010 den oberschlesischen Erstligisten Polonia Bytom. Sein Vertrag dort galt bis zum Saisonende 2010/11, jedoch wurde Urban schon im Dezember 2010 entlassen. Von März 2011 bis Oktober 2011 war er Trainer von Zagłębie Lubin. Ende Mai 2012 trat er bei Legia Warschau die Nachfolge von Maciej Skorża an. Im Juli 2014 ging er zurück nach Spanien zum CA Osasuna. Ab 2015 war Urban wieder durchgängig in Polen tätig, und zwar für Lech Posen, Śląsk Wrocław und Górnik Zabrze. Seit dem 16. Juli 2025 ist er Trainer der polnischen Nationalmannschaft und wurde zum Nachfolger von dem zuvor zurückgetretenen Michał Probierz.

## Erfolge

### Als Spieler
- 3× polnischer Meister (1985, 1986, 1987)
- 1× polnischer Supercupsieger (1989)
- 1× WM-Teilnahme (1986)

### Als Trainer
- 1× polnischer Meister (2013)
- 2× polnischer Pokalsieger (2008, 2013)
- Trainer der Saison 2012/13[3]